# José Villegas Cordero

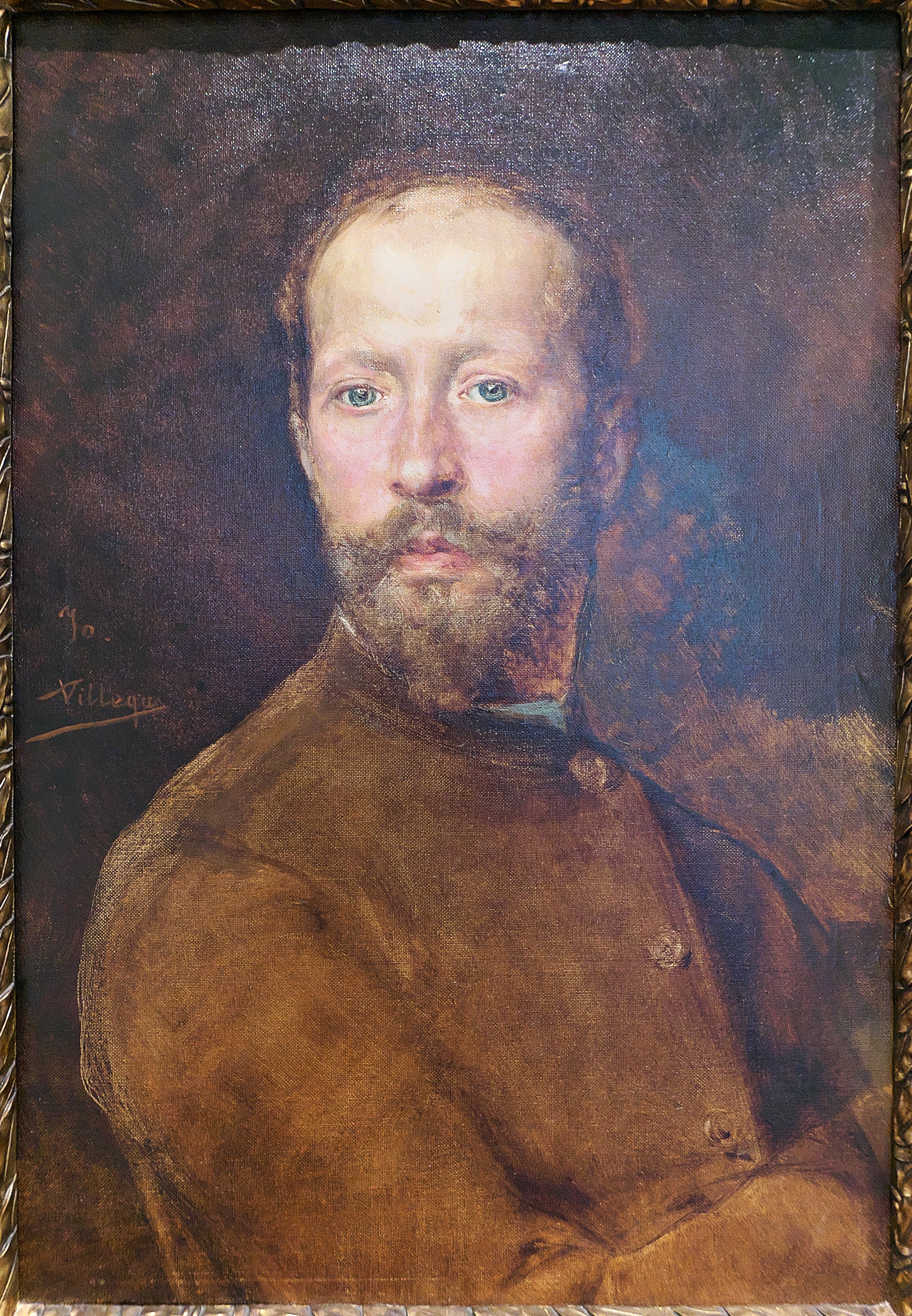
José Villegas Cordero, självporträtt (omkring 1875-76).

José Villegas Cordero, född den 26 augusti 1844 i Sevilla, död den 9 november 1921 i Madrid, var en spansk målare. 
Villegas var elev till Fortuny och levde i Rom, varefter han 1892–1920 var direktör för Pradomuseet i Madrid. Han målade med stor teknisk skicklighet scener ur historien och ur spanskt folkliv, däribland Matadorens död, Dopet (som köptes av Vanderbilt för 150 000 francs), Dogaressan Foscaris triumf (en stor studie till en grupp av tre präster i denna tavla inköptes 1897 av Nationalmuseum i Stockholm), Palmsöndag (festprocession i en kyrka), Dogen Foscari efter sin avsättning (stor akvarell, Nya pinakoteket i München), Kardinal, som utdelar syndaförlåtelse (akvarell). Villegas var även porträttmålare (självporträtt i Uffizigalleriet i Florens).